# كاس مورغان
كاس مورغان (بالإنجليزية: Kass Morgan)‏ (21 يوليو 1984، نيويورك في الولايات المتحدة)؛ محررة أدبية وروائية أمريكية. درست في جامعة براون.

## روابط خارجية
- كاس مورغان على موقع IMDb (الإنجليزية)